# Camaçari FC
Camaçari Futebol Clube – brazylijski klub piłkarski z siedzibą w mieście Camaçari leżącym w stanie Bahia.

## Osiągnięcia
- Puchar stanu Bahia (Taça Estado da Bahia): 1999
- Mistrz drugiej ligi stanu Bahia (Campeonato Baiano de Futebol da Segunda Divisão) (2): 1991, 1997

## Historia
Klub założony został 8 listopada 1968 pod nazwą Fluminense Futebol Clube, ale w chwili zmiany statusu na zawodowy w 1989 zmienił nazwę na Fluminense Futebol Clube de Camaçari.
Na początku lat 90. klub przyjął obecnie stosowaną nazwę – Camaçari Futebol Clube.